# Questa casa non è un albergo (film)
Questa casa non è un albergo (Crustacés et coquillages) è un film del 2005 diretto da Olivier Ducastel e Jacques Martineau.

## Trama
Marc e la sua famiglia lasciano Parigi per godersi l'estate in una villa ereditata situata in Costa Azzurra. Quando il figlio Charly invita il suo migliore amico Martin a passare le vacanze con lui, sua moglie Béatrix inizia a sospettare che Charly sia omosessuale e che Martin sia il suo ragazzo.
La tranquillità della villa per le vacanze sarà disturbata dalla pignola gestione dell'acqua calda da parte di Marc, dalle fantasie di Martin su Charly e dalla presenza di Mathieu, l'amante di Beatrix.

## Accoglienza

### Botteghini
Girato con un budget di 2,2 milioni di euro, il film ha incassato ai botteghini 2,4 milioni di dollari.

### Ricezione critica
Il film ha ricevuto recensioni contrastanti da parte della critica. L'aggregatore di recensioni Rotten Tomatoes ha riferito che il 51% dei critici ha dato al film recensioni positive, sulla base di 51 recensioni, con un punteggio medio di 5,6/10. Il consenso del sito recita: "Questa farsa francese svogliata, sebbene carica di sesso, è troppo leggera per avere un impatto nonostante le sue qualità stravaganti.". Metacritic ha riferito che il film aveva un punteggio medio di 47 su 100, sulla base di 19 recensioni, indicando "recensioni miste o medie".

## Riconoscimenti
- 2005 - Festival internazionale del cinema di Berlino[4]
  - Label Europa Cinemas (vinto ex aequo con Vai e vivrai)
- 2005 - European Film Awards[4]
  - Nomination Miglior attore europeo a Jean-Marc Barr
- 2006 - Premio Chlotrudis[4]
  - Nomination Premio Chlotrudis